# Gerolamo Ragazzoni
Gerolamo (o Girolamo) Ragazzoni (Venezia, luglio 1536 – Bergamo, 5 marzo 1592) è stato un vescovo cattolico e umanista italiano.

## Biografia
Nacque a Venezia nel 1536 da Benedetto Ragazzoni ed Elisabetta Ricci. Fine umanista, commentatore delle Epistulae ad Familiares e volgarizzatore delle Filippiche di Cicerone, Ragazzoni fu in stretto contatto con Paolo Manuzio e Carlo Sigonio.
Nel 1561 fu eletto vescovo coadiutore di Famagosta, con diritto di successione. Il 20 dicembre dello stesso anno intervenne al Concilio di Trento.
Nel 1572 divenne amministratore apostolico di Cisamo, nell'isola di Creta, mentre Famagosta veniva occupata dai Turchi.
Eletto vescovo di Novara il 19 settembre 1576, il 19 luglio dell'anno successivo venne trasferito alla diocesi di Bergamo.
Dal 1583 al 1586 ebbe l'incarico di nunzio apostolico in Francia.
Morì a Bergamo nel 1592.

## Opere
- (LA) Gerolamo Ragazzoni, In epistolas Ciceronis familiares commentarius: in quo breuissime, quo quaeque earum ordine scripta sit, ex ipsa potissimum historia demonstratur, Venetiis, apud Paulum Manutium Aldi F., 1555. URL consultato il 5 luglio 2019.
- Gerolamo Ragazzoni, Le Filippiche di Marco T. Cicerone contra Marco Antonio, fatte volgari, Venezia, Paolo Manuzio, 1556. URL consultato il 5 luglio 2019.
- (LA) Gerolamo Ragazzoni, Oratio habita in sessione nona, et ultima, sacri Concilii Tridentini, Brixiae, ad instantiam Io. Baptistae Bozole, 1563. URL consultato il 5 luglio 2019.

## Successione apostolica
La successione apostolica è:
- Vescovo Guillaume Rose (1584)
- Cardinale François de La Rochefoucauld (1585)